# I Still Believe in You (альбом Винса Гилла)
| Оценки критиков      | Оценки критиков                                                          |
| Источник             | Оценка                                                                   |
| -------------------- | ------------------------------------------------------------------------ |
| AllMusic             | link                                                                     |
| Chicago Tribune      | link                                                                     |
| Entertainment Weekly | A link                                                                   |
| Los Angeles Times    | link                                                                     |
| Q                    | 3 из 5 звёзд · 3 из 5 звёзд · 3 из 5 звёзд · 3 из 5 звёзд · 3 из 5 звёзд |
| Robert Christgau     | C+ link                                                                  |

I Still Believe in You — пятый студийный альбом американского кантри-певца Винса Гилла, изданный 1 сентября 1992 года на лейбле MCA Nashville и получивший платиновый статус в Канаде и США.

## История
Альбом получил положительные отзывы музыкальной критики и интернет-изданий.
Песня «I Still Believe in You» была удостоена награды Академии кантри-музыки ACM Awards в престижной категории «Лучшая песня года» (Song of the Year) и награды Ассоциации кантри-музыки CMA Awards в той же категории. Песня получила две статуэтки Грэмми в категориях Лучшая кантри-песня и Лучший мужской кантри-вокал.
Источник:
| Награда       | Категория                     | Результат |
| ------------- | ----------------------------- | --------- |
| Grammy Awards | Лучший мужской кантри-вокал   | Победа    |
| Grammy Awards | Лучшая кантри-песня           | Победа    |
| ACM Awards    | Песня года (Song of the Year) | Победа    |
| CMA Awards    | Песня года (Song of the Year) | Победа    |

## Список композиций
1. «Don't Let Our Love Start Slippin' Away» (Vince Gill, Pete Wasner) — 3:43
2. «No Future in the Past» (Gill, Carl Jackson) — 4:08
3. «Nothing Like a Woman» (Gill, Reed Nielsen) — 4:54
4. «Tryin' to Get Over You» (Gill) — 3:43
5. «Say Hello» (Gill, Wasner) — 2:46
6. «One More Last Chance» (Gill, Gary Nicholson) — 3:10
7. «Under These Conditions» (Max D. Barnes, Gill) — 3:04
8. «Pretty Words» (Gill, Don Schlitz) — 2:31
9. «Love Never Broke Anyone’s Heart» (Gill, Jim Weatherly) — 4:10
10. «I Still Believe in You» (Gill, John Barlow Jarvis) — 3:59

### Список композиций (Европейская версия)
1. «I Still Believe in You» — 3:59
2. «Never Alone» (Rosanne Cash, Gill) — 3:34 1
3. «Nothing Like a Woman» — 4:54
4. «What’s a Man to Do» (Curtis Wright) — 3:11 2
5. «Don’t Let Our Love Start Slippin' Away» — 3:43
6. «Never Knew Lonely» (Gill) — 3:59 1
7. «Say Hello» — 2:46
8. «One More Last Chance» — 3:10
9. «Under These Conditions» — 3:04
10. «Pretty Words» — 2:31
11. «Love Never Broke Anyone’s Heart» — 4:10
12. «Tryin' to Get Over You» — 3:43
13. «We Could Have Been» (Don Cook, Jarvis) — 3:29 1
14. «No Future in the Past» — 4:08
15. «Liza Jane» (Gill, Nielsen) — 2:53 2

## Чарты
| Чарт (1992)                       | Высшая позиция |
| --------------------------------- | -------------- |
| U.S. Billboard Top Country Albums | 3              |
| U.S. Billboard 200                | 10             |
| Canadian RPM Country Albums       | 3              |
| Canadian RPM Top Albums           | 45             |

## Сертификации и продажи
| Регион | Сертификация  | Продажи    |
| --- | ------------- | ---------- |
| Канада (Music Canada) | 3× Платиновый | 300 000^   |
| США (RIAA) | 5× Платиновый | 5 000 000^ |
| * Данные о продажах приведены только на основе сертификации. ^ Данные о тиражах приведены только на основе сертификации. |               |            |

| Регион | Сертификация | Продажи  |
| --- | ------------ | -------- |
| США (RIAA) | Платиновый   | 100 000^ |
| * Данные о продажах приведены только на основе сертификации. ^ Данные о тиражах приведены только на основе сертификации. |              |          |